# Hiroki Narimiya
Hiroshige Narimiya (平宮 博重 Narimiya Hiroshige?,  Tokio, Japón, 14 de septiembre de 1982), mejor conocido bajo su nombre artístico de Hiroki Narimiya (成宮 寛貴 Narimiya Hiroki?), es un actor japonés retirado. Durante toda su carrera estuvo afiliado a la agencia Top Coat.

## Biografía

### Primeros años
Hiroshige Narimiya nació el 14 de septiembre de 1982 en la ciudad de Tokio, Japón. Sus padres, ambos nativos de Okinawa, se divorciaron cuando era niño; Narimiya y su hermano menor fueron criados por su madre soltera. Su madre murió cuando tenía catorce años, tras lo cual abandonó la escuela secundaria y comenzó a trabajar a tiempo parcial en una empresa de mudanzas para mantener a su hermano. Buscando otros medios para conseguir ingresos, fue cuando decidió darle una oportunidad a la actuación. Debutó como actor en el año 2000, interpretando el rol de Kane en la obra teatral Horobi Kaketa Jinrui, Sono Ai no Honshitsu to wa… de Amon Miyamoto. Al año siguiente, Narimiya realizó su debut cinematográfico participando en la película Oboreru Sakana.

### Carrera
En 2002, ganó reconocimiento tras interpretar el personaje de Noda en la serie de drama Gokusen, basada en el manga homónimo. Ese mismo año, Narimiya protagonizó el especial de televisión Okan wa Uchu wo Shihaisuru de Fuji TV. En 2003, actuó en su primera película de género histórico, Azumi, la cual se convirtió en un éxito de taquilla. En 2004, interpretó el personaje principal de Rosalind en la obra teatral Oki ni Mesumama de William Shakespeare. Más tarde ese mismo año, interpretó el personaje de Tomoki Anzai en el filme Kagen no Tsuki —siendo este su primer rol protagónico en una película— y a Shōhei Aida en la serie Orange Days.
En 2005, Narimiya recibió el premio Élan d'Or en la categoría de "recién llegado del año". En 2006, protagonizó la película Akihabara@Deep.

## Vida personal
El 9 de diciembre de 2016, Narimiya anunció su retiro del mundo del entretenimiento luego de que la revista sensacionalista Friday publicará un artículo en el que se le acusaba de cosumir cocaína y otras drogas  lícitas. Tanto su agencia como el propio Narimiya negaron dichas acusaciones, e incluso se sometió a una prueba de detección de drogas que dio negativa. Narimiya citó como razón principal de su retiro la violación de su privacidad, además de desmentir rumores sobre su sexualidad, argumentando que no quería tener que vivir bajo el escrutinio de los medios y prefería tener su privacidad que continuar con su carrera como actor.

## Filmografía

### Series de televisión
| Año  | Título                                                              | Rol                     | Notas     |
| ---- | ------------------------------------------------------------------- | ----------------------- | --------- |
| 2001 | Kindaichi Shōnen no Jikenbo                                         | Ageha Madarame          |           |
| 2002 | Kisarazu Cat's Eye                                                  | Jun Sasaki              |           |
| 2002 | Salaryman Kintarō                                                   | Hijo de Maruyama Noboru |           |
| 2002 | Gokusen                                                             | Takeshi Noda            |           |
| 2002 | Chō V.I.P.                                                          | Takuya Nanjō            |           |
| 2002 | Toshiie to Matsu                                                    | Maeda Toshimasa         |           |
| 2002 | Shōnentachi 3                                                       | Yūki Umino              |           |
| 2002 | Okan wa Uchū wo Shihai Suru                                         | Tsuyoshi Kamata         | Principal |
| 2002 | Nari Agari                                                          | Masahiro Saiki          |           |
| 2003 | Kōkō Kyōshi                                                         | Yūji Uetani             |           |
| 2003 | Stand Up!!                                                          | Hayato Udagawa          |           |
| 2003 | Koisuru Umeboshi                                                    |                         | Principal |
| 2003 | Nikoniko Nikki                                                      | Joven                   |           |
| 2003 | Trick                                                               | Seiichi Kishimoto       |           |
| 2004 | Honto ni Atta Kowai Hanashi                                         | Kōji                    | Principal |
| 2004 | Ranpo R                                                             | Yūji Ishida             |           |
| 2004 | Orange Days                                                         | Shōhei Aida             |           |
| 2005 | M no Higeki                                                         | Kōichi Shimoyanagi      |           |
| 2005 | Ima, Ai ni Yukimasu                                                 | Takumi Aio              | Principal |
| 2005 | Ai no Uta                                                           | Yūsuke Yaginuma         |           |
| 2005 | Onna no Ichidaiki                                                   | Suehiko Ishiyama        |           |
| 2006 | Kōmyō ga Tsuji                                                      | Toyotomi Hidetsugu      |           |
| 2006 | Saiyūki                                                             | Shūshū                  |           |
| 2006 | Ikite te mo Ii…?: Himawari no Saku Ie                               | Seiichirō Sugawara      |           |
| 2006 | Switch wo Osu Toki                                                  | Yōhei Minami            |           |
| 2007 | Kare Inaru Ichizoku                                                 | Yoshihiko Ichinose      |           |
| 2007 | Akuma ga Kitarite Fue wo Fuku                                       | Tōtarō Mishima          |           |
| 2007 | Teresa Teng Monogatari                                              | Gym                     |           |
| 2007 | Sushi Ōji!                                                          | Hiroshi Ichiyanagi      |           |
| 2007 | Hadashi no Gen                                                      | Seiji Yoshida           |           |
| 2007 | Swan no Baka                                                        | Mitsuru Kawase          |           |
| 2008 | Honey and Clover                                                    | Shinobu Morita          |           |
| 2008 | Nadeshikotai: Shōjotachi Dake ga Mita Tokkōtai Fūin Sareta 23-kakan | Keiichi Motoshima       |           |
| 2008 | Bloody Monday                                                       | Jun Kanzaki/J           |           |
| 2008 | Innocent Love                                                       | Subaru Segawa           |           |
| 2009 | Daremo Mamorenai                                                    | Kōji Nakahara           |           |
| 2009 | Shiawase no Soup wa Ikaga?                                          | Tetsuya Tao             | Principal |
| 2009 | The Quiz Show                                                       | Kenji Miyamoto          |           |
| 2009 | Shōnen Sunday: Shōnen Magazine Monogatari                           | Daisuke Sanjō           |           |
| 2009 | Toshi Densetsu Sepia                                                | Takehiko Saeki          | Principal |
| 2009 | Senjō no Melody                                                     | Shinkichi Ueki          |           |
| 2009 | Tokyo Dogs                                                          | Hideo Tanashima         |           |
| 2009 | News Sokuho wa Nagareta                                             | Ryōhei Kobayashi        |           |
| 2010 | Yankee-kun to Megane-chan                                           | Daichi Shinagawa        |           |
| 2010 | W no Higeki                                                         | Takuo Watsuji           |           |
| 2010 | Bloody Monday 2                                                     | Jun Kanzaki/J           |           |
| 2010 | Takasebune                                                          | Kisuke                  | Principal |
| 2010 | Jūi Dolittle                                                        | Yū Hanabishi            |           |
| 2011 | Taro no Tō                                                          | Shigeharu Horiguchi     |           |
| 2011 | Kaze no Shōnen: Ozaki Yutaka Eien no Densetsu                       | Yutaka Ozaki            | Principal |
| 2011 | Saigo no Bansan: Keiji Tōno Ikkō to Nanari no Yōgisha               | Takahiko Yagisawa       |           |
| 2011 | Hi wa Mata Noboru                                                   | Takahiko Yagisawa       |           |
| 2012 | Mō Yūkai Nante Shinai                                               | Seishi Yamabe           |           |
| 2012 | Umechan Sensei                                                      | Satoshi Yoshioka        |           |
| 2012 | Hidamari no Ki                                                      | Ryōsen Tezuka           | Principal |
| 2012 | Ikkyū-san                                                           | Shinemon Ninagawa       |           |
| 2012 | Aibō                                                                | Tōru Kai                | Principal |
| 2013 | Ikkyū-san 2                                                         | Shinemon Ninagawa       |           |
| 2013 | Kuroyuri Danchi                                                     | Shinobu Sasahara        |           |
| 2014 | Kindaichi Shōnen no Jikenbo: Gokumon Juku Satsujin Jiken            | Ryōichi Takato          |           |
| 2014 | Kindaichi Shōnen no Jikenbo N                                       | Ryōichi Takato          |           |
| 2015 | Futagashira                                                         | Jinzaburō               |           |
| 2015 | Hanasaki Mai ga Damattenai 2                                        | Keisuke Matsuki         |           |
| 2015 | 37.5°C no Namida                                                    | Motoharu Asahina        |           |
| 2015 | Tsuma to Tonda Tokkō-hei                                            | Setsuo Yamauchi         |           |
| 2016 | Kaitō Yamaneko                                                      | Hideo Katsumura         |           |
| 2016 | Ōoku                                                                | Tokugawa Ienari         |           |
| 2016 | Fukigen na Kajitsu                                                  | Kengo Nomura            |           |
| 2016 | Hayako-sensei, Kekkon Surutte Hontō desu ka?                        | Tōgo Okayama            |           |
| 2016 | Yonimo Kimyō na Monogatari Aki no Tokubetsu-hen                     | Takeshi Shīna           | Principal |
| 2016 | IQ246: Kareinaru Jikenbō                                            | Kōichi Chiyonō          |           |

### Películas
| Año  | Título                                                           | Rol                 | Notas          |
| ---- | ---------------------------------------------------------------- | ------------------- | -------------- |
| 2001 | Oboeru Sakana                                                    | Yasuto Shibusawa    | Rol debut      |
| 2001 | Ikiryō: Ikisudama                                                | Kōsuke Mori         |                |
| 2003 | Lovers' Kiss                                                     | Tomoaki Fujii       |                |
| 2003 | Azumi                                                            | Ukiha               |                |
| 2003 | Ai no Karada                                                     | Hagiwara            |                |
| 2004 | Shinkokyū no Hitsuyō                                             | Daisuke Nishimura   |                |
| 2004 | Kagen no Tsuki                                                   | Tomoki Anzai        | Principal      |
| 2005 | Nana                                                             | Nobuo Terashima     |                |
| 2005 | Rampo Noir                                                       | Tōru Itsuki         |                |
| 2005 | Tantei Jimusho 5: 5 Number de Yobareru Tanteitachi no Monogatari | Detective 591       | Principal      |
| 2005 | Arashi no Yoru ni                                                | Mei                 | Voz; principal |
| 2006 | Bandage                                                          |                     |                |
| 2006 | Akihabara@Deep                                                   | Page                | Principal      |
| 2006 | Tsubakiyama Kachō no Na no Kakan                                 | Hiromi Takeuchi     |                |
| 2006 | Nana 2                                                           | Nobuo Terashima     |                |
| 2007 | Sakuran                                                          | Sōjirō              |                |
| 2007 | Unfair: The Movie                                                | Tōda                |                |
| 2009 | Lala Pipo                                                        | Kenji Kurino        | Principal      |
| 2009 | Halfway                                                          | Takanashi-sensei    |                |
| 2009 | Drop                                                             | Hiroshi Shinanogawa |                |
| 2009 | The Code/Angō                                                    | Detective 591       |                |
| 2009 | Gokusen: The Movie                                               | Takeshi Noda        |                |
| 2010 | Negotiator The Movie: Time Limit Kōdo 10,000m no zunō-sen        | Shūji Sawaki        |                |
| 2010 | Kokō no Mesu                                                     | Kōhei Nakamura      |                |
| 2010 | Bakamono                                                         | Hidenari Ōsu        | Principal      |
| 2011 | Manzai Gang                                                      |                     |                |
| 2012 | Phoenix Wright: Ace Attorney                                     | Phoenix Wright      | Principal      |
| 2012 | Nobō no Shiro                                                    | Yukie Sakamaki      |                |
| 2013 | The Complex                                                      | Shinobu Sasahara    |                |
| 2014 | Aibō Gekijō-ban III                                              | Tōru Kai            |                |
| 2016 | Assassination Classroom                                          | Kotarō Yanagisawa   |                |